# Pershore
 (juillet 2018).
Si vous disposez d'ouvrages ou d'articles de référence ou si vous connaissez des sites web de qualité traitant du thème abordé ici, merci de compléter l'article en donnant les références utiles à sa vérifiabilité et en les liant à la section « Notes et références ».
Pershore est une ville du Worcestershire, en Angleterre. Située sur la rivière Avon, à environ 10 km à l'ouest d'Evesham, elle comptait 7 304 habitants au moment du recensement de 2001.
L'abbaye de Pershore, fondée à l'époque anglo-saxonne, a été pillée en 1539, dans le cadre de la Dissolution des monastères décidée par Henri VIII.
Pershore a donné son nom à un type de prune, et la ville a une Fête de Prunes (Pershore Plum Festival) annuelle en août.

## Jumelages
- Bad Neustadt an der Saale (Allemagne)
- Plouay (France)